# Thibaud Gruel
Thibaud Gruel (* 1. Mai 2004 in Tours) ist ein französischer Radrennfahrer.

## Sportlicher Werdegang
Als Junior war Gruel Mitglied der Nationalmannschaft und konnte in den Saisons 2021 und 2022 zahlreiche Top-10-Platzierungen erringen, unter anderem einen Etappenerfolg beim Giro della Lunigiana, als Zweiter der Gesamtwertung der Saarland Trofeo sowie als nationaler Meister im Einzelzeitfahren. Mit dem Wechsel in die U23 wurde er 2023 Mitglied in der Equipe continentale Groupama-FDJ. Bereits in seinen ersten drei Rennen in der Elite verpasste er einmal als Zweiter und einmal als Dritter knapp den ersten Sieg. Diesen erzielte er auf der dritten Etappe des Circuit des Ardennes 2023, die er im Sprint einer dreiköpfigen Spitzengruppe für sich entschied.
Nachdem Gruel in den ersten beiden Monaten der Saison 2024 ausschließlich für Groupama-FDJ eingesetzt worden war, erhielt er zum 1. März vorzeitig einen Profivertrag beim UCI WorldTeam. Beim Circuit des Ardennes 2024 konnte er erneut einen Etappenerfolg erringen. 

## Erfolge
2021
- eine Etappe La Philippe Gilbert juniors

2022
- eine Etappe Giro della Lunigiana
- Französischer Junioren-Meister – Einzelzeitfahren

2023
- eine Etappe, Punkte- und Nachwuchswertung Circuit des Ardennes

2024
- eine Etappe Circuit des Ardennes

2025
- Prolog Boucles de la Mayenne
- eine Etappe Route d’Occitanie